# 230 (število)
230 (dvé stó trídeset) je naravno število, za katerega velja 230 = 229 + 1 = 231 - 1.

## V matematiki
230 je sestavljeno število.
230 je nezadostno število.